# McMurdo (cratera)
McMurdo é uma cratera no quadrângulo de Mare Australe, em Marte. Localizada a  84.4° S e 359.1° W.  Possui 30.3 km de diâmetro e recebeu o nome de uma estação americana na Antártica. 